# Mecanismo de vaivén

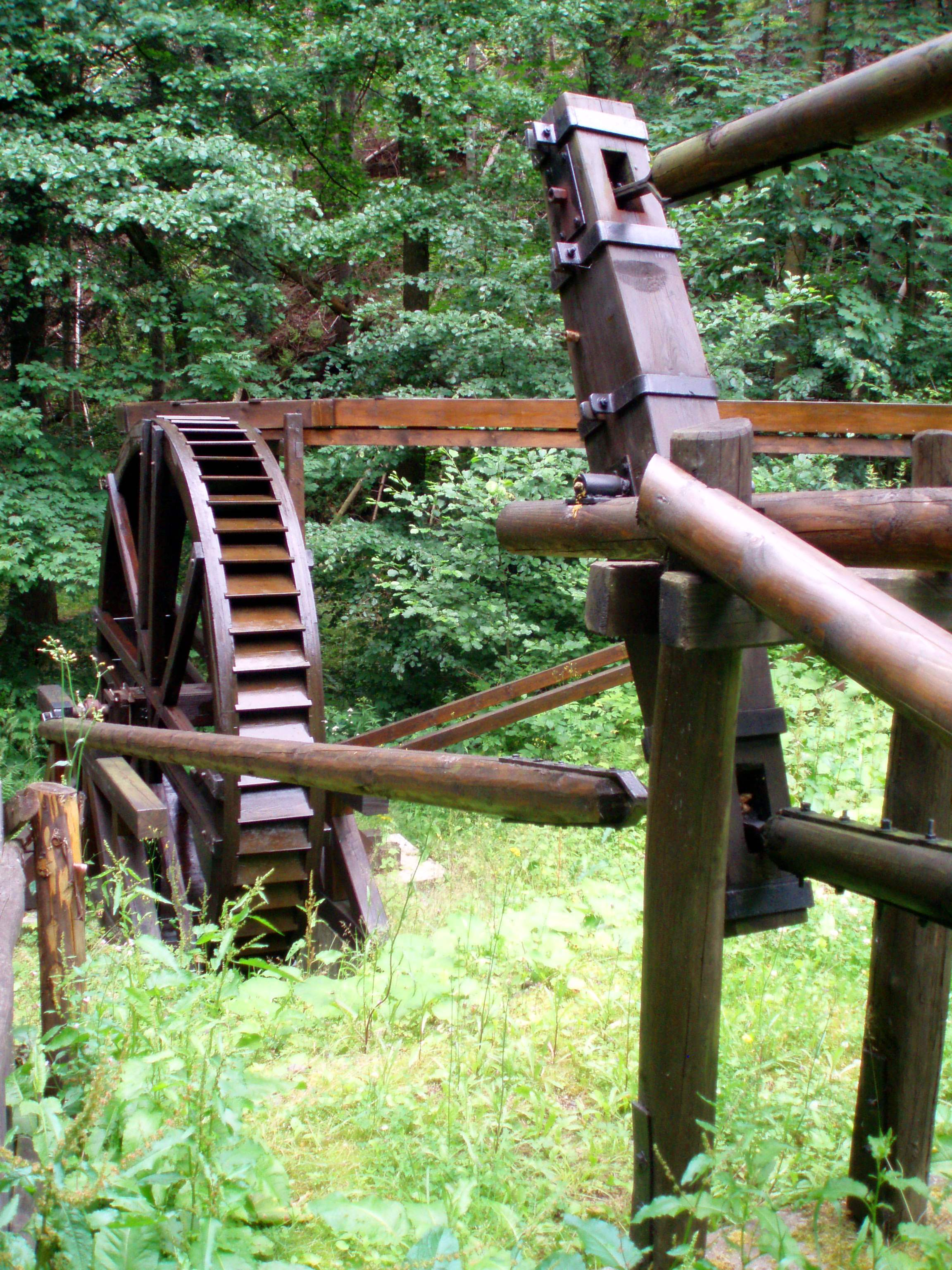
Rueda hidráulica y sistema de vaivén (mina Aufgeklärtes Glück)

El mecanismo de vaivén (en alemán: Kunstgestänge, Stangenkunst, Stangenwerk, o Stangenleitung; en sueco: Konstgång o Stånggång; sistema de barras plano) fue una invención realizada en el campo de la minería que permitió que el movimiento generado por una rueda hidráulica se trasnmitiese a distancias relativamente largas. Fue inventado en el siglo XVI, y en el siglo XVIII llegó a usarse para transmitir energía a distancias de hasta cuatro kilómetros. vaivén Se utilizaron ampliamente en las regiones del Harz y de los montes Metálicos de Alemania, así como en Cornualles (Inglaterra) y en Bergslagen (Suecia).
Se puede ver una réplica de un sistema de vaivén en Bad Kösen (Alemania), instalado junto al río Saale y también existe una réplica de una rueda hidráulica utilizada para impulsar un mecanismo similar en el Alto Harz (Clausthal-Zellerfeld), que llegó a ser la región minera más grande de Europa.

## Fundamentos
El mecanismo de vaivén data del período anterior a la invención de la máquina de vapor y del descubrimiento de la electricidad. Usando este sistema fue posible accionar elevadores de barra mineros y equipos de bombeo, transformando el movimiento rotatorio de la rueda hidráulica en un movimiento recíproco. Para que las barras del sistema pudieran describir un movimiento de vaivén, era necesario introducir un cambio de dirección por medio de componentes mecánicos de forma especial. Los componentes del sistema que se montaban en los pozos mineros se denominaban barras de elevador o barras de bombeo. Los mecanismos montados en las galerías horizontales se denominaban barras de enlace.
Estos mecanismos articulados se empleaban para transferir el movimiento entre la rueda hidráulica y los equipos de bombeo cuando se encontraban alejados entre sí. Aunque la mayor parte de las piezas de los mecanismos eran de madera, se colocaban collares de hierro de refuerzo en los ejes de las ruedas, en los tubos de conexión y en los manguitos, así como en ciertas partes de las bielas de madera (listones largos y escuadrados que transmitían la potencia de forma horizontal o inclinada). También tenían juntas de hierro articuladas que estaban diseñadas de tal manera que podían intercalarse entre sí y asegurarse con pernos o tornillos.

## Mecanismos de vaivén en pozos mineros

Mecanismo de vaivén en funcionamiento

Los mecanismos de vaivén utilizados en los pozos de las minas disponían de una barra final colocada verticalmente, ya fuese para transferir energía a conjuntos de bombas asociadas a un mismo eje (cuando funcionaban como barras de bombeo), o bien para facilitar la bajada o subida de los mineros a lo largo del pozo (cuando funcionaban como barras elevadoras). En algunos casos, el sistema realizaba ambas funciones simultáneamente. Estaba construido mediante maderos de abeto de sección cuadrada de aproximadamente 19 a 20 centímetros de lado, fijados entre sí con las correspondientes juntas, fuertemente unidas a los extremos de las barras con collares de hierro. Además, se impedía que los collares de hierro se deslizaran mediante pernos insertados a través de ellos. A distancias determinadas, también había ganchos en los lados que se usaban para sujetar vástagos horizontales. Para que el movimiento horizontal de las barras pudiera convertirse en un movimiento vertical, se disponía de una palanca giratoria en forma de cruz conectada a las barras de elevación. La conexión a la palanca transversal se lograba mediante una manivela. Para equilibrar la carga era habitual disponer de dos barras de elevación.

## Funcionamiento

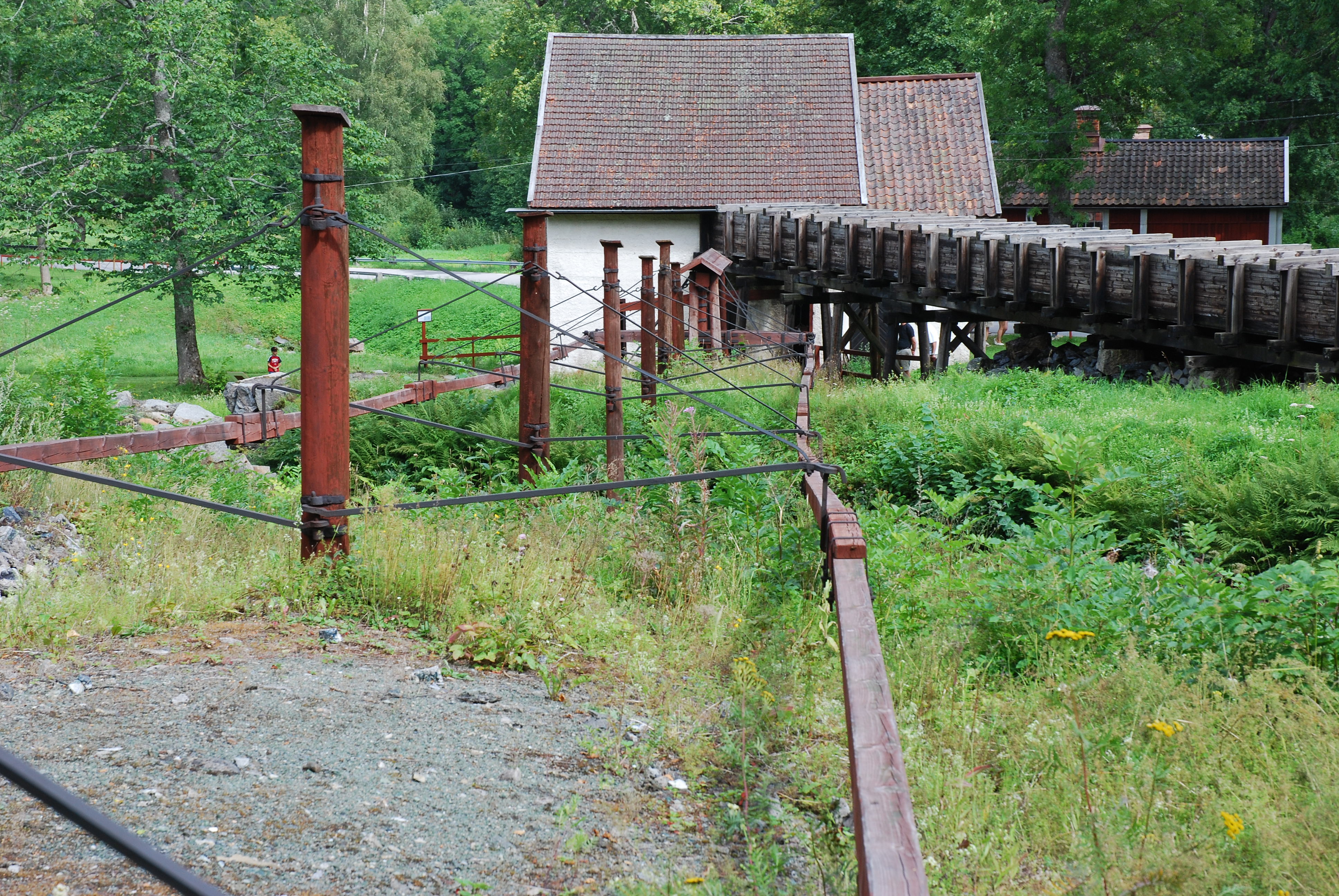
Sistema de vaivén en Pershyttan, cerca de Nora (Suecia)

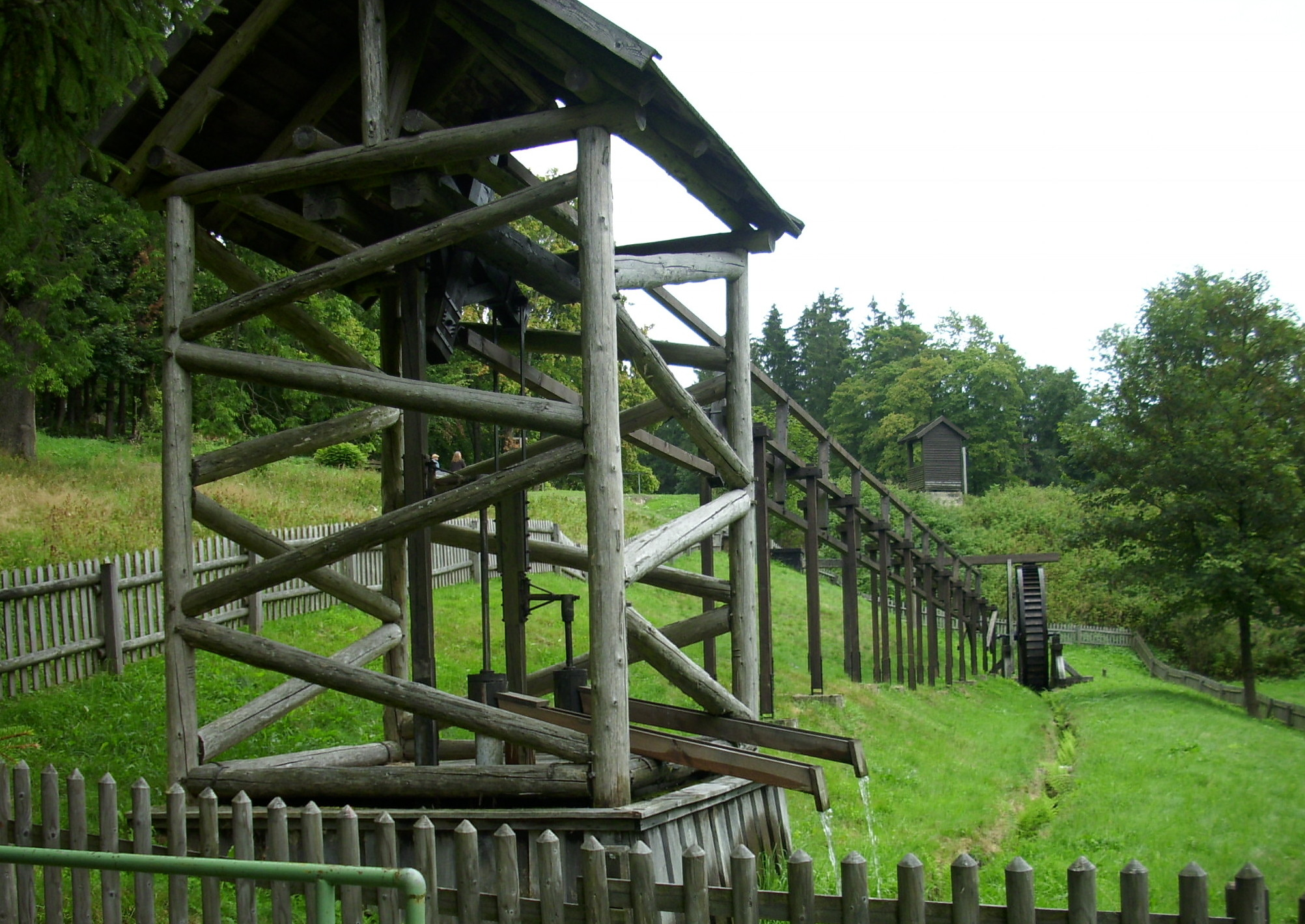
Réplica del sistema de vaivén del Carler Teich, en Clausthal-Zellerfeld

El propósito del sistema de barras de vaivén era transferir la potencia de la rueda hidráulica a distancias considerables, hasta alcanzar los equipos de bombeo. Esto era necesario si la rueda no podía instalarse encima o inmediatamente al lado del pozo de la mina. El sistema tenía la desventaja de que se producían pérdidas adicionales de eficiencia debido a las mayores masas que había que mover. El movimiento recíproco en las uniones de las barras interconectadas generaba pérdidas de entre el 25 y el 50 por ciento de la energía recibida. Además, su construcción necesitaba considerables cantidades de madera, un material que requería mucho mantenimiento debido a los efectos de la intemperie, por lo que era preciso emplear personal adicional para inspeccionar y mantener el mecanismo.
El sistema de vaivén consistía en una serie de listones de madera, provistos de bisagras de hierro en sus extremos, cortados de tal manera que una barra pudiera encajarse en otra. Esto era necesario para que no pudieran deslizar entre sí como resultado del movimiento hacia adelante y hacia atrás o hacia arriba y hacia abajo.
Había dos tipos de enlace mecánico: listones soportados por rodillos y listones conectados con bielas oscilantes. Los rodillos consistían en vigas redondas de aproximadamente ocho a diez pulgadas de espesor, que estaban firmemente enterradas en el suelo por su parte inferior y fijadas en su lugar con abrazaderas. Para minimizar la fricción, las barras estaban equipadas con un riel de arrastre que estaba hecho de madera de haya, lo suficientemente largo para cubrir toda la carrera.